# 노국대장공주
노국대장공주 패아지근씨(魯國大長公主 孛兒只斤氏, ? ~ 1365년 3월 8일(음력 2월 15일))는 고려 공민왕의 적후(嫡后)이다. 원 순종(元 順宗·추존)의 손자인 위왕(魏王) 베이르 테뮈르 (孛羅 帖木兒, 몽골어: ᠪᠶᠢᠷ
ᠲᠡᠮᠦᠷ Bayir Temür)의 딸로, 본명은 보르지긴 부다시리(몽골어: ᠪᠣᠷᠵᠢᠭᠢᠨ
ᠪᠤᠳᠢᠰᠢᠷᠢ Borǰigin Budaširi, 한국 한자: 孛兒只斤 寶塔實里 패아지근 보탑실리)이다.
칭기스 칸의 7대손이다. 1365년(공민왕 14년)에 난산으로 서거했다. 시호는 처음 인덕공명자예선안왕태후(仁德恭明慈睿宣安王太后)를 내렸다가 차후 원에서 내린 휘의노국대장공주(徽懿魯國大長公主)로 교체토록 하고, 결국 이를 합성해 인덕공명자예선안휘의노국대장공주(仁德恭明慈睿宣安徽懿魯國大長公主)로 했다. 우왕 때는 인덕태후(仁德太后)라 했다. 올바른 호칭은 아니지만 이 때문에 인덕왕후(仁德王后)로 알려져 있다. 능은 황해북도 개풍군 해선리 현정릉 내에 위치한 정릉(定陵)이다.

## 생애
생년은 알려지지 않는다. 1349년(충정왕 1년) 원나라에서 공민왕과 결혼하였으며, 이후 공민왕이 고려로 돌아갈 때 원으로부터 승의공주(承懿公主)에 책봉되었다. 노국대장공주는 공민왕이 반원 정책을 실시하자 자신이 태어난 고국을 배척하고, 남편을 도왔으며, 공민왕의 사랑을 독차지했다. 그러나 둘 사이에는 아이가 없었다. 노국대장공주는 1365년에 겨우 임신하여 공민왕은 후사가 생겼음을 크게 기뻐하였다. 그러나 공주는 난산으로 아들을 유산하고 세상을 떠났다. 그녀가 죽자 공민왕은 매우 슬퍼하였다. 그녀가 죽은 지 얼마 후 정치권을 신돈(辛旽)에게 양도했다. 공민왕은 그녀의 초상화를 그려 벽에 걸고 밤낮으로 바라보면서 그리워했다고 한다. 또한 공민왕은 그녀의 영혼을 위로하기 위해 혼제를 지냈으며, 그 진영을 모시기 위해 호화로운 영전을 짓도록 하였다.

## 가계
- 조부 : 위왕 에무게 (다루마바라의 아들, 쿠빌라이 칸의 장자 친킴의 손자)
  - 부왕 : 위왕 베이르테무르
    - 남편 : 공민왕(1330년~1374년)
      - 아들 : 왕씨(王氏, ? ~1365년) 복중 사망

### 직계 조상
|  |                                   |  |  |  |  |  |  |  |  |  |  |  |  |  |  |  |
|  | 16. 황태자 보르지긴 친킴          |  |  |  |  |  |  |  |  |  |  |  |  |  |  |  |
|  |                                   |  |  |  |  |  |  |  |  |  |  |  |  |  |  |  |
|  |                                   |  |  |  |  |  |  |  |  |  |  |  |  |  |  |  |
|  | 8. 보르지긴 다르마발라            |  |  |  |  |  |  |  |  |  |  |  |  |  |  |  |
|  |                                   |  |  |  |  |  |  |  |  |  |  |  |  |  |  |  |
|  |                                   |  |  |  |  |  |  |  |  |  |  |  |  |  |  |  |
|  | 17. 코코진 카툰                   |  |  |  |  |  |  |  |  |  |  |  |  |  |  |  |
|  |                                   |  |  |  |  |  |  |  |  |  |  |  |  |  |  |  |
|  |                                   |  |  |  |  |  |  |  |  |  |  |  |  |  |  |  |
|  | 4. 위왕 보르지긴 아무게           |  |  |  |  |  |  |  |  |  |  |  |  |  |  |  |
|  |                                   |  |  |  |  |  |  |  |  |  |  |  |  |  |  |  |
|  |                                   |  |  |  |  |  |  |  |  |  |  |  |  |  |  |  |
|  | 9. 다르마발라황후 곽씨            |  |  |  |  |  |  |  |  |  |  |  |  |  |  |  |
|  |                                   |  |  |  |  |  |  |  |  |  |  |  |  |  |  |  |
|  |                                   |  |  |  |  |  |  |  |  |  |  |  |  |  |  |  |
|  | 2. 위왕 보르지긴 바이르테무르     |  |  |  |  |  |  |  |  |  |  |  |  |  |  |  |
|  |                                   |  |  |  |  |  |  |  |  |  |  |  |  |  |  |  |
|  |                                   |  |  |  |  |  |  |  |  |  |  |  |  |  |  |  |
|  | 1. 노국대장공주 보르지긴 부다시리 |  |  |  |  |  |  |  |  |  |  |  |  |  |  |  |
|  |                                   |  |  |  |  |  |  |  |  |  |  |  |  |  |  |  |
|  |                                   |  |  |  |  |  |  |  |  |  |  |  |  |  |  |  |

## 노국대장공주가 등장하는 작품

### 드라마
- 개국 KBS1, 1983년~1983년, 배우:선우은숙
- 신돈 MBC, 2005년~2006년, 배우:서지혜
- 신의 SBS, 2012년~2012년, 배우:박세영
- 대풍수 SBS, 2013년~2013년, 배우:배민희
- 정도전 KBS, 2014년~2014년, 배우:미상

### 영화
- 1967년 영화 《다정불심》 배우: 최은희

### 소설
- 박종화, 《다정불심》(1942년, 박문서관)

## 같이 보기
- 원 간섭기 고려